# Мијаци
Мијаци су српско племе које настањује предео у западном делу данашње Северне Македоније. То је предео у сливу реке Радике, десне притоке Црног Дрима, и назива се Река. Житељи Реке су у другим крајевима познати као Реканци. Због тога што им је најближа варош Дебар, којој су за време Турака административно припадали, називани су и Дебарцима. У Београду су називани Рекалије, а понекад и Чокалије, иако је овај назив погрешан јер они не носе чоку. Коришћен је и назив Галичанци, по некада највећем мијачком селу Галичнику.

## Етимологија
Не зна се тачно како су добили име. Према једном предању, тако се зову јер су увек били чисти, умијени. Друго предање каже да се овако зову зато што личну заменицу ми изговарају мије. Ово би могло бити најтачније јер суседно становништво од Дебра до Охрида се називало Естевци, пошто су у говору додавали узречицу ести или естит. Према трећем тумачењу, назив им долази од ми јаки, односно ми смо јаки. 

## Територија
Област Река се, према току реке Радике, дели на Доњу Реку, која захвата доњи ток и Горњу Реку, која захвата горњи ток Радике. Предео Мале Реке, главне притоке Радике, се назива Мала Река, а предео од ушћа Мале Реке у Радику па до Гореначког Моста према Дебру, назива се Голема Река. Мијаци настањују Доњу Реку, Малу Реку и Голему Реку па се њихова област назива Мијачке Реке. У Доњој Реци се налазе села Скудриње, Присојница, Јанче, Аџијевци, Ростуша, Велебрдо, Битуше, Требиште, Видуше, Бољетин и Жировница. У Малој Реци се налазе Галичник, Сушица, Селце, Росоки, Тресонче, Лазаропоље, Гари, Осој и Могорче, док су у Големој Реци Доњи Мелничани, Горњи Мелничани и Доњи Косоврасти.
Земљиште у мијачкој области је састављено од плеозојских шкриљаца са понегде уметнутим кречњаком. Брда Русин и Говедарник, изнад Галичника, састављена су од кречњака. Земљиште је доста рашчлањено. Изнад речмих долина и изворишта, као и шумске зоне, су простране површи, сувати Стогова, Бистре, Јаме и Дешата. Овде се местимично наилази на карсне појаве и понорнице. Ово је један од најзабаченијих и најскровитијих крајева на Балканском полуострву.
Њихова насеља леже на високим планинским површима, терасастим површима у долинама и на речним терасама. На високим површима су Галичник, Лазаропоље, Сушица и Гари. На терасастим су Бољетин, Требиште, Битуше, Велебрдо, Присојница, Скудриње, Горњи и Доњи Мелничани, Осој, Селце и већи део Тресонча, док су на речним терасама Ростуша, Аџијевци, Жировница, Доњи Косоврасти, Росоки и један део Тресонча. Према положају народ дели села у две групе. Насеља на средњем и доњем току Радике зову Доња Села, а на високим површима Бистре и у долини Мале Реке Горња Села.
Мијачка села, настала миграцијом из матичне области, су Смиљево код Битоља, Папрадиште и Ореше код Велеса и Ехловец према Кичеву.

## Историја
Од времена досељавања Словена на Балканско полуострво, назире се да су Мијаци били ратничко племе и да су се бавили сточарством. Изгледа да се још нису били утврдили са својим сталним насељем, јер постоје трагови да су становали на планини Јабланици, на Голом Брду, па чак у Буљчици и код Елбасана. У Тресончу, у цркви Светог Петра и Павла налази се икона Свете Богородице, која је веома стара и поштована. Њу су становници Тресонча донели пре више векова из Заградишча код Елбасана. Према предању, приликом сеобе они су њу тамо оставили, па су је касније борбом отели и пренели у своје ново насеље. Сеоба се десила пре 16. века, јер Тресончани имају султанов ферман из 1521. године, где се спомиње њихово село. За село Росоки се говори да је настало од досељеника из Елбасана, одакле су долазили зими са нешто коза, па су их ту чували на скровитом месту и по пећинама. У Лазаропољу род Кокалевци је пореклом из Лукана у Мату, а род Џунгуловци или Хаџијевци је пореклом из Буљчице. Спасићи, који су се из Доњег Мелничана одселили у Београд, су пореклом из места Извор у Буљчици. Још један од показатеља да су Мијаци живели са друге стране Црног Дрима је слична ношња Мијака и Голобрђана испод планине Јабланице.
Долазећи са леве обале Црног Дрима и из албанских предела на исток и десну обалу реке, Мијаци су у новом крају први створили стална насеља. Тамо су затекли староседеоце, Куцовлахе, који нису имали сталних насеља. Они су их потиснули са пашњака, а неке привукли себи и асимиловали их. Куцовласи су највероватније долазили из Албаније, јер су са собом донели неке албанске називе.
После доласка Турака, Мијаци су изгледа дуго остали самостални, скривени у шумама и планинама. Постоји предање да су се Мијаци побунили против Турака и развили свој косовски барјак. Када је војска пошла на њих, увидела је да их је тешко покорити, пошто је непроходан крај. Онда је и сам султан дошао до места Царевац, где је чесма Царев Студенец, па кад је видео огромне шуме, позвао је прваке на веру и дао им слободу али да не нападају војску. Ради осигурања наредио је да их опколе са свих страна турским насељеницима или потурчењацима. Због тога је Коџаџик код Дебра насељен колонистима из Мале Азије. Друго предање каже да су Мијаци, вративши се из Косовског боја, завили свој барјак и сакрили га код села Сушице, па су га развијали кад им је било потребно.
Крајем 18. века, са јачањем вароши Дебра, где су се настанили многи Арнаути бегови и спахије, одметници султанови или његови штићеници, Мијаци су приморани да се поново повлаче на исток. Тада је настало расељавање читавих мијачких села, али се целина ипак одржала. Источно од Лазаропоља постојало је село Лопушник. Како су се развили Дебар и Кичево, настало је јаче кретање између ових вароши, због чега су турски војници или насилници често долазили у ово село и вршили насиље. Зато су становници села били принуђени да се раселе, ка Битољу (село Смиљево), Крушеву, Бабуни и Тиквешу. Између Галичника и Сушице је постојало насеље Старо Село. Налазило се на путу између Дебра и Гостивара. Због великог зулума, мештани су се раселили, један део је отишао ка Сушици, други у Галичник, а највећи је кренуо ка Прилепу и Велесу. На западној страни од Лазаропоља је постојало Главино Село. Веома је могуће да је ту живео племенски поглавар. После неког рата враћали су се азбије и пустошили села. Када су дошли до Главиног Села, оно је било пусто. Сви су се мештани склонили у пећину Калинина дупка. На њеном улазу била је остала нека луда Калина. Када су азбије прошле, луда Калина је почела из свег гласа да пева: Сви војскари поминале, Калина је не виделе. Азбије су чуле њен глас, вратили су се и све људе побили или угушили димом. Једино је неки Лазар успео да изађе на другу страну брда, а потом је основао данашње Лазаропоље. Овај период је био најтежи за Мијаке, тада су јаничари били насилнији у Османском царству. Ово је и највероватније време потурчавања Мијака, због чега су данас великим делом муслимани, звани Курке и Торбеши. Иако су променили веру, и даље су били раја за Арнауте и Турке, који су их исмевали као потурице. Сматра се да их је потурчио Синан-паша из Призрена, можда исти онај који је потурчио Призренску Гору.
Од средине 19. века наступа боље време за Мијаке, јаничари су ослабили а поједине паше су се одметнуле од султана. Они су тражили подршку у народу, а заузврат су му давали извесну слободу. У селима где су били у већини хришћани, Мијаци су повратили своје потурчењаке у стару веру. Такође, покушавају да надокнаде оно што су у људству раније изгубили, тако што су многе своје овчаре и слуге из околних крајева задржали и оженили их. Крајем века, услед пропасти сточарства, почињу појединачне селидбе Мијака, који су као печалбари одлазили да зарађују, да би касније почели да одводе и своје породице тамо где су зарађивали. Има их
у Тетову, Скопљу, Кичеву, Гостивару, Велесу, Прилепу, Битољу, Куманову, Гњилану, Јагодини, Београду, Солуну, Серу, Водену, Софији, Старој Загори, Лом Паланци, Видину, Варни, Букурешту, Турну Северину, Молдавији, па чак и у Украјини. Они се у новој средини дуго одупиру и не асимилирају се лако, свуда себе сматрају да су бољи. Многи Мијаци су у Бугарској носили своје доламе, чак и по највећој врућини, да би тиме показали ко су. Тако је један Мијак из Галичника, индустријалац у Софији, одржавао своје навике, па чак и претеривао, само да би показао да је Мијак. У својој кући је насликао и изрезао у дрвету многе сцене из живота Мијака у Галичнику.
Мијаке је ослободила турског ропства српска војска на Аранђеловдан 1912. године. Војска је дочекана по селима са великим одушевљењем. Многи су се одмах придружили војсци и помагали да се заврши ослобођење и Турци протерају заувек.

## Главари
Имали су своје старешине, који су се звали главарима или главатарима. Они су се у појединим селима наметали својом памећу, богатством и умешношћу. Главари су имали зборове када је требало решавати нешто што се тиче целе Реке. Скуп је био код једног првака, а претходно у сваком селу код куће самог главара или пред црквом. Када се решавало код цркве или испред неког дрвета, збор је сазиван помоћу викача. На збору се седело у кругу, у чијој је средини био главар. Овакав начин решавања сеоских питања се задржао све до ослобођења 1912. године. Познатији главари су били Ђурчин Кокале из Лазаропоља, Сарџо Брадина из Тресонча и главари из рода Томовци у Галичнику.

## Религија
Духовни центар Мијака је манастир Свети Јован Бигорски, који се налази на левој обали Рдике, близу села Требиште. Манастир је основао, почетком 11. века, неки Јован, по предању српски кнез Јован Владимир, пронашавши ту на једној стени икону Светиг Јована Главосека, за коју се верује да је прибегла из једног порушеног манастира. Други ктитор му је био велики жупан Стефан Немања, а затим његов син Стефан Првовенчани. Манастир је био некада врло богат, Марко Краљевић му је поклонио метох у Небрегову код Прилепа, а код Елбасана је имао свој маслињак. Тако је могао плаћати силне бегове и друге ради заштите. Крајем 16. века манастир је опустео због најезде Турака, да би из рушевина био обновљен 1743, а црква је 1800. проширена и живописана. У поменику, који је препис старог поменика, писан мешавином црквенословенског језика и мијачког говора, спомињу се као ктитори стари српски владари, као и патријарси Пећке патријаршије. У цркви су насликани ликови српских светитеља Јована Владимира, Стефана Дечанског и Лазара Хребељановића. Бугарски егзархисти, како би уништили српске трагове, избрисали су српске натписе 1916. године, и изнад главе кнеза Лазара написали "Борис болгарски" а изнад главе Стефана Дечанског "Шишман болгарски". Иконостас је у дрворезу, најбољи ове врсте на Балкану, уметничко дело Мијака резбара из Галичника и Гара. Манастир се сматра за велику народну светињу, поред хришћана, њега посећују и муслимани, који долазе на молитве и траже исцељење.

## Живот и обичаји

### Празници
Сведен или крсну славу празнује сваки Мијак. За сведен се месе свети лебови и колач ишаран обично шарником или кружићима. Поп кршит хлеб обично уочи славе у виду крста, и прелива га вином и пшеницом. Слави се три дана, на вечер, на денот и патерица. Неки Мијаци имају две славе, а свако село има сеоску славу. Цркве су посвећене светитељима сеоских слава.
На Бадњи дан се увече ставља храстово сирово дрво на ватру, што се назива бодник (бадњак). За вечеру се спрема пита са орасима и погача. Током вечере се од свега са софре одваја по мало за старца говорећи: Ела, дедо, да вечераме! Ти да ораш и да копаш, нас да не раниш!. Бадњак дочекује дете да прегори, а краћи угарак се меће у кут и потпаљује се сваког јутра до Богојављења, па се после баца в’мугла. Уочи Нове године деца коледари иду по селу, скупљају кобасице и колендари (колачи), у рукама имају дрвеве топузе и њима ударају по вратима.
Нова година се зове Василица. Деца увече насеку дренове гранчице и то зову суровица (сировица). Свако дете се наоружа суровицом, коју свештеник благослови после службе. Деца је после продају, а прутовима ударају људе по леђима говорећи: Сурова суровица, весела годиница, до година повесели!. На овај начин они честитају Нову годину својима. Жене на Василицу дају својима колаче, колендари, који личе на број 8, на птицу или на лутку.

### Свадба
Свадба траје четири дана. Првог дана реди се баријак у зору на ћошак од куће и оглашава се пушком. Певају се нарочите песме и туруват се вино у бурад и иде се на зовење у друга села. Месе се две нарочите погаче од беле пшенице, једна ишарана, а друга са сребрним старим ситним новцем у тесту, и то су сваћи. Сваћа са новцем једе се те вечери, а друга се носи сутра код девојке. Девојка се води на вода пред зору, па том водом полива своје последњи пут да се умију. Сутрадан побратими иду на зовање по селу. Зове се со карта, дрвени суд за вино, окићен цвећем и новцем. Затим зета брије стари побратим уз женске песме, подешене за ту прилику. Пошто је зет позвао кума, и отишао на гробље да позове и своје мртве, облачи се и сватови се спремају за пут. Часници су кум, старосват, стар-побратим, мал-побратим, девер и барјактар. Када се сватови приближе кући, стар-побратим иде први на коњу као мушчулџија. Већина сватова иде на коњима, нарочито зет и побратими. Сватови не једу и не пију све док не изађе девојка на прстен. Она се води на прстен, пошто јој се да све што момак даје - игла, низаљка, прстен, огледало, чешаљ и друге ситнице. Кад изађе момкову родбину здрауват љубећи их у оба образа и у руку. Невеста се пење на коња, и преко главе носи дулак. При растанку клања се селу, цркви и својима. Када стигне момковој кући дочекује је свекрва. Када невесту скину са коња, воде је у кућу и дају јој да меси. Кад је одведу у клед (просторија за склањање одела, воћа, поврћа), откривају је, и зет граби прилику да је из уста попрска вином. Кад је пењу на коња и скидају, свекрва баца преко ње ситан новац, јечам и грожђе. Следећи дан се иде по венчање. Увече се зет и невеста затворат у клед. Он се те вечери прашта са свима и љуби их. Кад затвори врата, разбијају о праг шутка (земљани суд), која је пуна ораха и шећера. У зору се невеста води на вода, и тиме је свадба углавном завршена. Тог дана долази девојчина родбина на видум, а увече поклонари. Од девојке се увек тражи девојачка част, у противном барјак се скида и девојка се враћа натраг.

### Народно стваралаштво
Некада су се певале нарочите краљски песни. Старији људи до Другог светско рата су знали одломке јуначких песама о Краљевићу Марку, Муси Кесеџији, Ђеми Брђанину, Орловићу Павлу, Милошу Кобилићу, Детету Големешу . Свако годишње доба, празник, обичај пропраћа се народним песмама. Оне су оригиналне, имају старе словенске, па и митске мотиве. Песме су у осмерцу и десетерцу, а има много и поскочица.
Народне приповетке сачињавају духовну храну печалбара за време одмора. Било је људи који су знали по читаве дане да причају увек друге и друге приповетке. Причање обично пропрате својим рефлексијама. Такође, има много узречица, бајки и гатки.

## Познате личности
- Ђурчин Кокале
- Голуб Јанић
- Ђорђе Пуљевски
- Јосиф Михајловић

- Ђурчин Кокале, главар из Лазаропоља.
- Сарџо Брадина, главар из Тресонча.
- Ђорђе Пуљевски, револуционар, публициста и историчар.
- Голуб Јанић, рентијер, велетрговац, национални радник и добротвор. Пореклом из Лазаропоља.
- Доксим Михаиловић, четнички војвода.
- Димитар Крстевић, иконописац и представник Дебарске уметничке школе
- Андреја Дамјанов(ић), један од најзначајнијих градитеља цркава на Балкану. Рођен у Папрадишту.
- Дамјан Груев, комита и један од оснивача ВМОРО-а. Рођен у Смиљеву.
- Деспот Баџовић, просветни и национални радник. Рођен у Крушеву.
- Димитрије Чуповски, публициста и рани македониста. Рођен у Папрадишту.
- Јосиф Михаиловић, архитекта, политичар и градоначелник Скопља.
- Тома Смиљанић-Брадина, етнограф, филолог, драмски писац и публициста.